# Franz Rudolf Bayer
Franz Rudolf Bayer (* 30. November 1780 in Wien; † 10. April 1860 in Dresden) war ein österreichischer Theaterschauspieler, -regisseur, Schriftsteller und Maler.

## Leben
Bayer sollte ursprünglich Medizin studieren. Da ihm dieses Studium nicht zusagte, trat er als Praktikant bei der Hofbuchhaltung im Münz- und Bergwesen ein. Jedoch auch dieser Dienst sagte ihm nicht zu, und er versuchte sich in freien Stunden auf Liebhaberbühnen. Dort sah ihn einmal der Schauspieler Carl Friedrich Solbrig und empfahl in der Direktion des Prager Ständetheaters. Nach kurzer Vorbereitung debütierte er dort am 19. November 1802. Dort blieb er bis zu seiner Abschiedsvorstellung am 10. Dezember 1842 bzw. 19. April 1844. Bald danach zog er nach Dresden, wo er auch verstarb.
Neben seiner schauspielerischen Tätigkeit befasste er sich auch mit der bildenden Kunst und malte einige gute Porträts. Er schrieb zudem Gedichte, kleine Erzählungen und Parodien.

## Familie
Seine Kinder waren die Schauspielerin Marie Bayer-Bürck (1820–1910) und der Architekt Rudolf Bayer (1825–1878).